# Spondylurus powelli
Espèce
Statut de conservation UICN

 EN B1ab(v) : En danger
Spondylurus powelli est une espèce de sauriens de la famille des Scincidae.

## Répartition
Cette espèce est endémique du banc d'Anguilla aux Antilles. Elle se rencontre sur Dog Island, Saint-Barthélemy et Anguilla.

## Étymologie
Cette espèce est nommée en l'honneur de Robert Powell.

## Publication originale
- Hedges & Conn, 2012 : A new skink fauna from Caribbean islands (Squamata, Mabuyidae, Mabuyinae). Zootaxa, no 3288, p. 1–244 (texte intégral).